# 新横浜
新横浜（しんよこはま）は、神奈川県横浜市港北区にある新横浜駅を中心とする地域及び町名である。狭義の地名としては、新横浜一丁目から三丁目まである。住居表示未実施区域。広義には、新横浜北部地区・新横浜長島地区・新横浜南部地区、大豆戸（まめど）町の環状2号沿いも含む。略称は新横（しんよこ）。
新横浜区域は、横浜市における都心（ツインコア）の一つである新横浜都心に指定されている。都心としての新横浜には、上記3地区に城郷地区（小机駅周辺地区）、羽沢地区（羽沢横浜国大駅周辺地区）、新羽地区（新羽・北新横浜駅周辺地区）が加わる。

## 歴史
室町時代には長尾景春の乱の戦場になったといわれる。
新幹線が開通する前は横浜市内最大の水田地帯で、昭和期に至るまで、鶴見川を中心に田畑が鴨居・川和方面から小机、新羽、岸根、大倉山方面に至るまで一面に広がっていたが、この近辺では二毛作ができず、土地の価値は低かったという。しかし、1964年に東海道新幹線が、翌年に環状2号がそれぞれ開通すると状況は一変した（なお、新幹線の計画発表前に、不動産ブローカーが「フォード社が自動車工場を作る」という触れ込みでこの地の田畑を買い漁ったという）。1970年代初頭までは地価の高騰によりホテル、モーテル、ドライブインの三軒が営業するのみで開発が遅疑していたが、1976年に「ひかり」が新横浜駅に停車するようになってからは、企業やホテル等が集積し、著しい発展を遂げてきたことから、新幹線によって出来た街といえる。
1985年3月14日には市営地下鉄が延伸開業し、さらに、 横浜アリーナや新横浜プリンスホテル・ペペの開業、2002 FIFAワールドカップの決勝戦が横浜国際総合競技場（日産スタジアム）で行われたことにより、知名度は大きく上がり、イベントとビジネスの街として成長していった。
1992年の「のぞみ」運行開始の際にはその停車駅となり、その後も年を重ねるにつれて新幹線の停車本数を増やしていき、ついに2008年3月15日のダイヤ改正では「新幹線全停車」という最高レベルに格上げされた。
2022年、神奈川県は新横浜一丁目および二丁目を県暴力団排除条例に基づき暴力団排除特別強化地域に指定した。
2023年3月18日に相鉄・東急直通線が開通し、相鉄線方面・東急東横線・目黒線方面からの利便性が向上した。

## 概要

### 新横浜北部地区
新幹線の線路より北側の、横浜上麻生道路、太尾新道、鳥山川に囲まれた地域である。
新横浜と言えば大体この地区を指し、オフィスビルやホテルなどが林立している。駅の目の前には環状2号が通っており、新横浜ラーメン博物館もこの地区にある。新横浜一丁目 - 新横浜三丁目には半導体関連、CAD、画像関係等の、いわゆるIT企業が多数集積している。雑居ビルも多く、オフィスが多いためテナントはコンビニ・喫茶店・居酒屋・カラオケ屋が主である。ほぼ碁盤の目状に区画整理が行われ、共同溝も掘られていて、電線・電話線は見えず、整然とした街並みである。
新横浜駅北口にはバスターミナル（高速・空港バス含む）とタクシープール、プリンスホテルの正面玄関には空港バス乗り場が設けられている（新横浜駅発着路線バス一覧）。
新横浜駅北口を出てまっすぐ進むと鶴見川の支流の鳥山川があり、浜鳥橋、鳥山大橋、ワールドカップ大橋が架かっている。山側には鶴見川の本流が流れており、新横浜大橋、亀甲橋が架かっている。鳥山川の土手には「新横浜駅前公園」があり、簡易アスレチックも併設され、近所の住民の散歩コースになっている。近くを流れる鶴見川は昔から何度も氾濫している川であることから、川寄りのビルの地下には貯水槽が設置されている。鳥山川の対岸には日産スタジアム（旧横浜国際総合競技場）があり、サッカーの試合、著名アーティストのライブなどのイベントが開催されると、この辺りは人で溢れかえる。また、さらに2.5キロメートルほど先には第三京浜港北ICがある。
新横浜駅北口の北東方向には円柱状の高層ビル「新横浜プリンスホテル」（42階建て 149メートル）があり、そのホテルに直結している商業施設「プリンスペペ」は休日になると買い物客で賑っている。その斜め向かいには横浜アリーナがあり、イベントが行われる際には駅は人で溢れかえり、歩道や陸橋は大混雑となる。
新横浜に初めて建った超高層ビルであるプリンスホテルは、新横浜のシンボル的存在である。
移設前のタクシープール直上に地上19階・地下4階建ての駅ビル（キュービックプラザ新横浜・ホテルアソシア新横浜）は2008年3月26日に開業し（ホテルアソシア新横浜は4月1日開業）、駅ビルからバス乗り場・既設歩道橋へ繋がるペデストリアンデッキが同年11月26日に開通した。
- 駅ビル概観.pdf
- 計画図.pdf

プロムナードが整備されており、「新横浜駅前プロムナード整備事業」で、平成2年度国土交通省手づくり郷土賞（街灯のある街角）受賞。

### 新横浜長島地区
新横浜駅から横浜市営地下鉄ブルーラインあざみ野駅方面の隣駅である北新横浜駅にかけての東側一体が、開発中の新横浜長島地区である（横浜市都市整備局）。「長島」の名は事業地であった新羽町の字から採っているが、町名変更に伴って北新横浜一丁目・二丁目となっている。
市営地下鉄は、北新横浜駅から新羽駅の少し先まで高架区間である。北新横浜一丁目には地下鉄の新羽車両基地がある。
また、首都高速神奈川7号横浜北線の新横浜出入口がある。

### 新横浜南部地区
新幹線の線路より南側の新横浜篠原線・新横浜南口線（いずれも道路名）を軸とした、篠原町・大豆戸町の一部を指す。
北口とは対照的に、駅前には小規模なロータリーと雑居ビルが1棟あるだけである。駅前の通りを菊名方面へ行くと、港北七福神の1つ、大黒天が祀られている大黒天正覚院がある。篠原口から篠原消防出張所の脇を曲がると、篠原八幡神社があり、名木古木に指定されている木々が茂っている。
この地区の道路状況は極めて悪く、見通しの悪い道や狭い道が多々あるが、市と住民・地権者との対立が続いており、開発・土地区画整理は難航を極めていた。ゆえに、横浜線では2分程度で到着できる菊名駅から徒歩では20分以上かかるなど、不便さが目立つ。
2003年3月31日に本地区の事業計画「新横浜駅南部地区土地区画整理事業」が失効した。これにより、本地区を通る予定であった「都市計画道路新横浜篠原線」・「都市計画道路新横浜南口線」・「横浜市道新横浜元石川線」の延長・拡幅も白紙撤回となった。
2023年現在、横浜市では新横浜篠原線について計画変更の上で改めて整備を行うほか、駅前の約3.5haのエリアを再開発するまちづくり計画を明らかにしており、住民から意見を求めている。

### 地価
商業地の地価は、2025年（令和7年）1月1日の公示地価によると、新横浜一丁目17-12の地点で70万3000円/m²、新横浜二丁目3-8の地点で135万円/m²、新横浜三丁目7-3の地点で245万円/m²となっている。

## 町名
1975年（昭和50年）区画整理事業に伴い、鳥山町・岸根町・篠原町・大豆戸町の一部から新設された。町名は新幹線の駅名に因む。
- 新横浜一丁目
- 新横浜二丁目
- 新横浜三丁目

## 世帯数と人口
2025年（令和7年）6月30日現在（横浜市発表）の世帯数と人口は以下の通りである。
| 丁目         | 世帯数    | 人口     |
| ------------ | --------- | -------- |
| 新横浜一丁目 | 5,081世帯 | 8,340人  |
| 新横浜二丁目 | 1,345世帯 | 2,166人  |
| 新横浜三丁目 | 1,945世帯 | 3,083人  |
| 計           | 8,382世帯 | 13,589人 |

### 人口の変遷
国勢調査による人口の推移。
| 年                 | 人口   |
| ------------------ | ------ |
| 1995年（平成7年）  | 217    |
| 2000年（平成12年） | 3,802  |
| 2005年（平成17年） | 6,675  |
| 2010年（平成22年） | 10,719 |
| 2015年（平成27年） | 12,188 |
| 2020年（令和2年）  | 13,473 |

### 世帯数の変遷
国勢調査による世帯数の推移。
| 年                 | 世帯数 |
| ------------------ | ------ |
| 1995年（平成7年）  | 154    |
| 2000年（平成12年） | 1,733  |
| 2005年（平成17年） | 3,224  |
| 2010年（平成22年） | 6,263  |
| 2015年（平成27年） | 7,097  |
| 2020年（令和2年）  | 8,099  |

## 学区
市立小・中学校に通う場合、学区は以下の通りとなる（2024年11月時点）。
| 町名         | 番地                                | 小学校               | 中学校             |
| ------------ | ----------------------------------- | -------------------- | ------------------ |
| 新横浜一丁目 | 5〜11番地 19番地、20番地            | 横浜市立篠原西小学校 | 横浜市立篠原中学校 |
| 新横浜一丁目 | 1〜4番地 12〜18番地 21〜31番地      | 横浜市立城郷小学校   | 横浜市立篠原中学校 |
| 新横浜二丁目 | 9〜11番地 17〜20番地 23番地、24番地 | 横浜市立城郷小学校   | 横浜市立篠原中学校 |
| 新横浜二丁目 | 1〜8番地 12〜16番地 21番地、22番地  | 横浜市立大豆戸小学校 | 横浜市立篠原中学校 |
| 新横浜三丁目 | 全域                                | 横浜市立大豆戸小学校 | 横浜市立篠原中学校 |

## 事業所
2021年（令和3年）現在の経済センサス調査による事業所数と従業員数は以下の通りである。
| 丁目         | 事業所数    | 従業員数 |
| ------------ | ----------- | -------- |
| 新横浜一丁目 | 259事業所   | 7,186人  |
| 新横浜二丁目 | 1,046事業所 | 26,867人 |
| 新横浜三丁目 | 946事業所   | 20,982人 |
| 計           | 2,251事業所 | 55,035人 |

### 事業者数の変遷
経済センサスによる事業所数の推移。
| 年                 | 事業者数 |
| ------------------ | -------- |
| 2016年（平成28年） | 2,113    |
| 2021年（令和3年）  | 2,251    |

### 従業員数の変遷
経済センサスによる従業員数の推移。
| 年                 | 従業員数 |
| ------------------ | -------- |
| 2016年（平成28年） | 56,335   |
| 2021年（令和3年）  | 55,035   |

## 北口側の主な施設

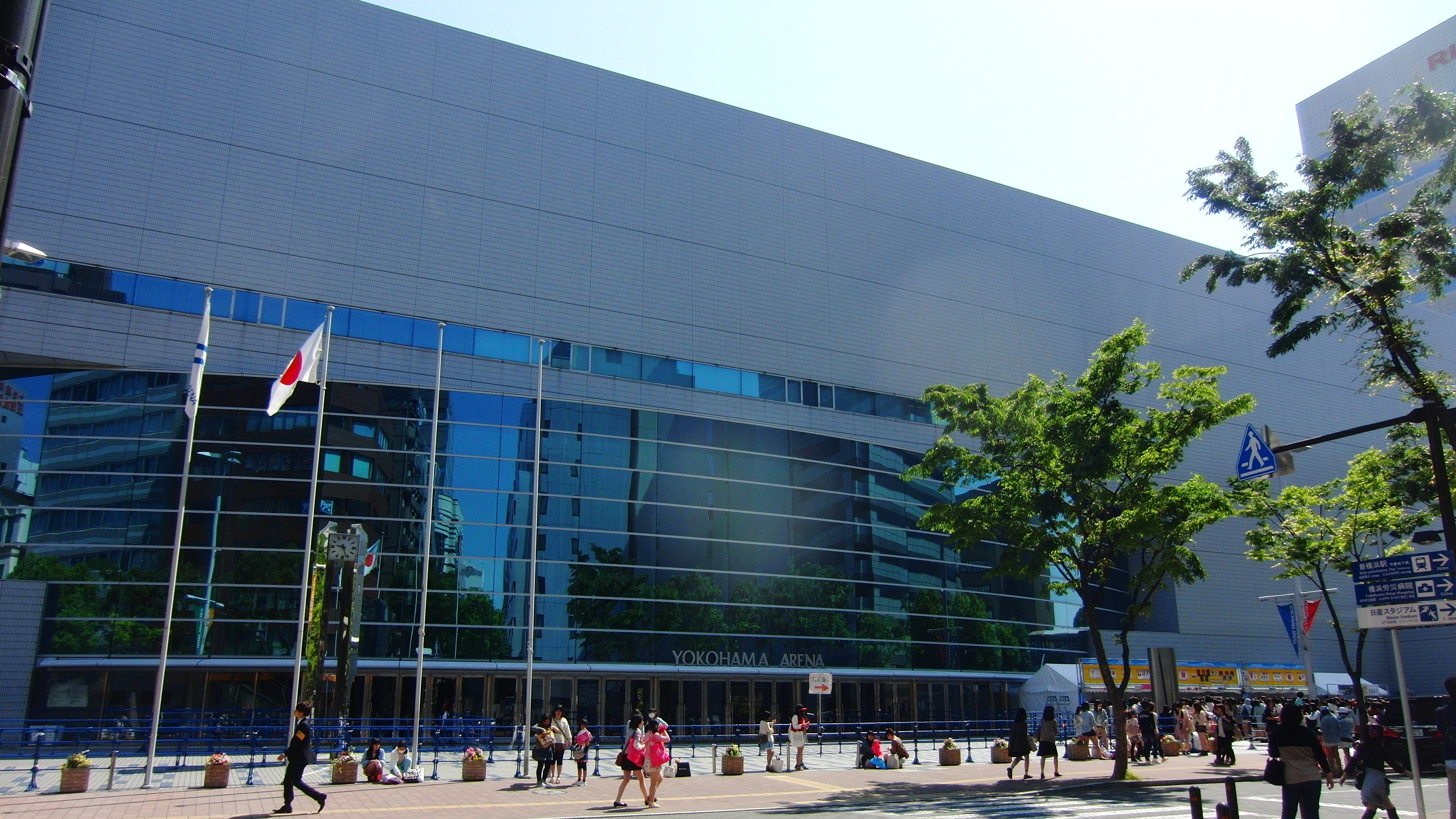
横浜アリーナ

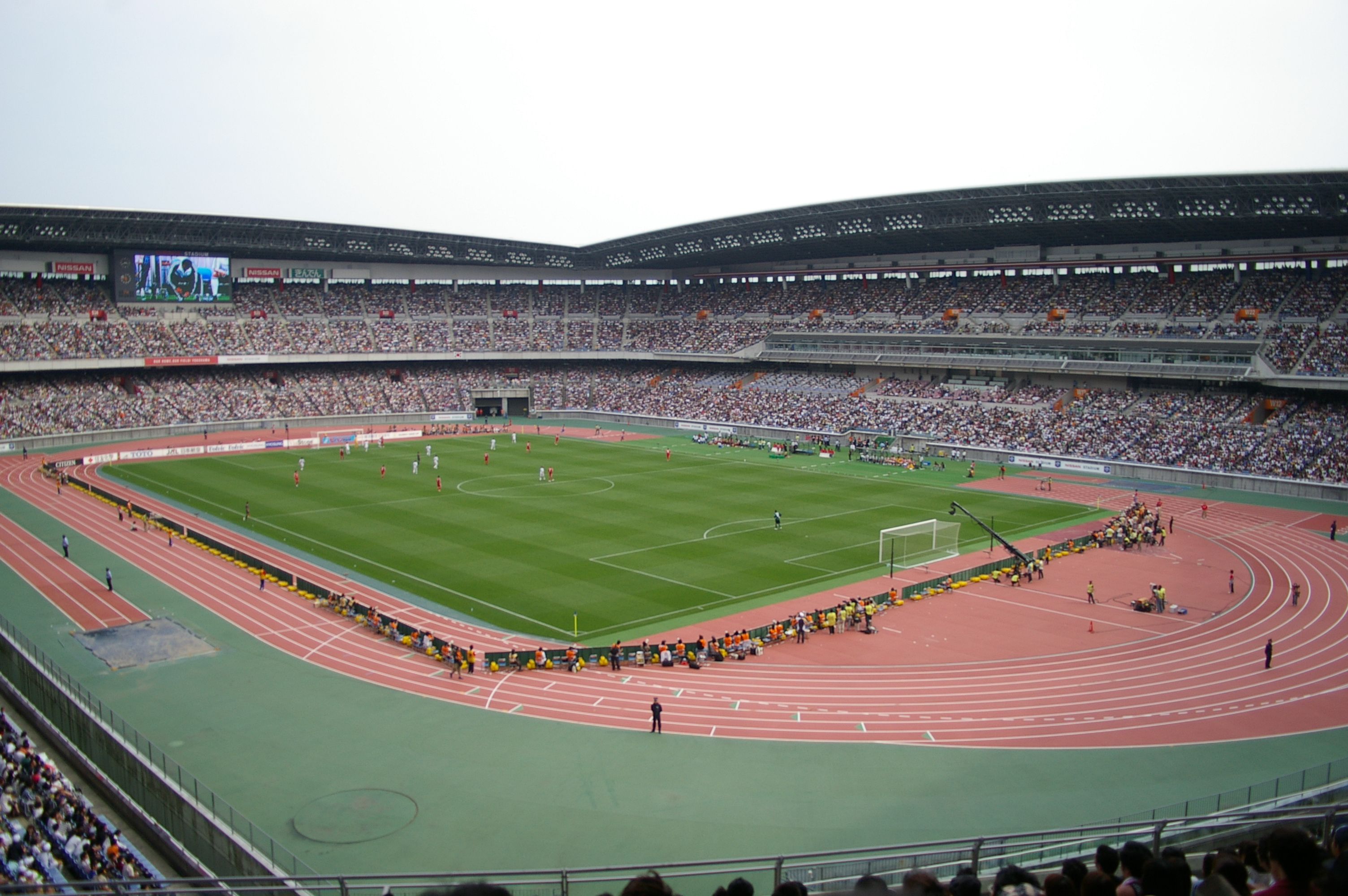
横浜国際総合競技場（日産スタジアム）

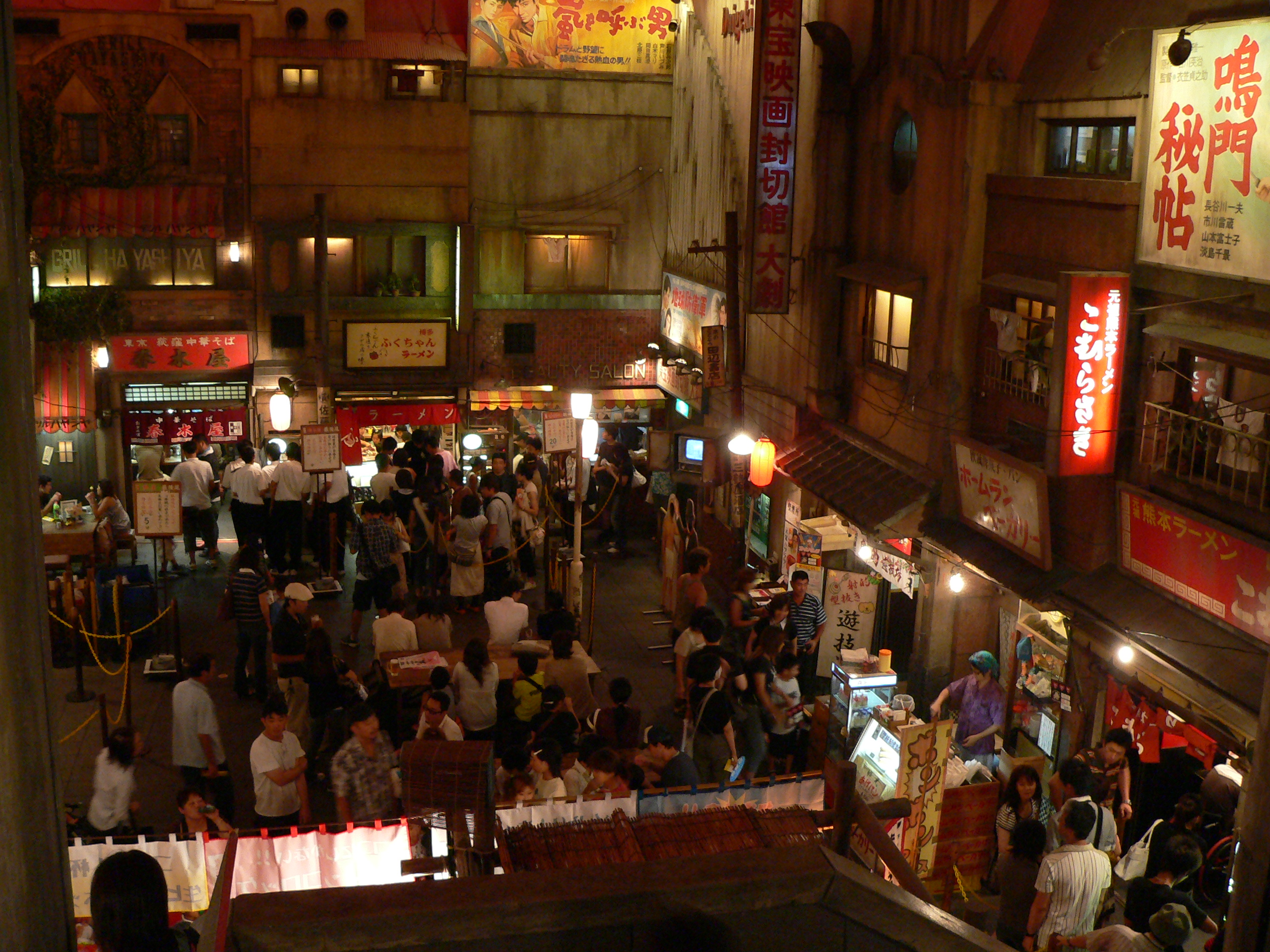
新横浜ラーメン博物館

### 駅
- 新横浜駅
  - 東海道新幹線
  - JR横浜線
  - 横浜市営地下鉄ブルーライン
  - 東急新横浜線
  - 相鉄新横浜線
- 北新横浜駅
  - ブルーライン
- バスターミナル
- タクシープール
- 新横浜中央ビル
  - ホテルアソシア新横浜
  - オフィス
  - テナント（キュービックプラザ新横浜）
    - 三省堂書店
    - ビックカメラ
    - ロフト

### 公共施設
- 神奈川県港北警察署
- 港北地方労働庁舎
- 新横浜公園
- 新横浜駅前公園
- 横浜ラポール

### 金融機関
- みずほ銀行新横浜支店・鴨居支店
- 三菱UFJ銀行新横浜支店・横浜中山支店・中山支店・大倉山支店
- 三井住友銀行新横浜支店
- りそな銀行新横浜支店
- 横浜銀行新横浜支店
- 阿波銀行横浜支店
- 横浜信用金庫新横浜支店
- 城南信用金庫新横浜支店

### 宿泊施設

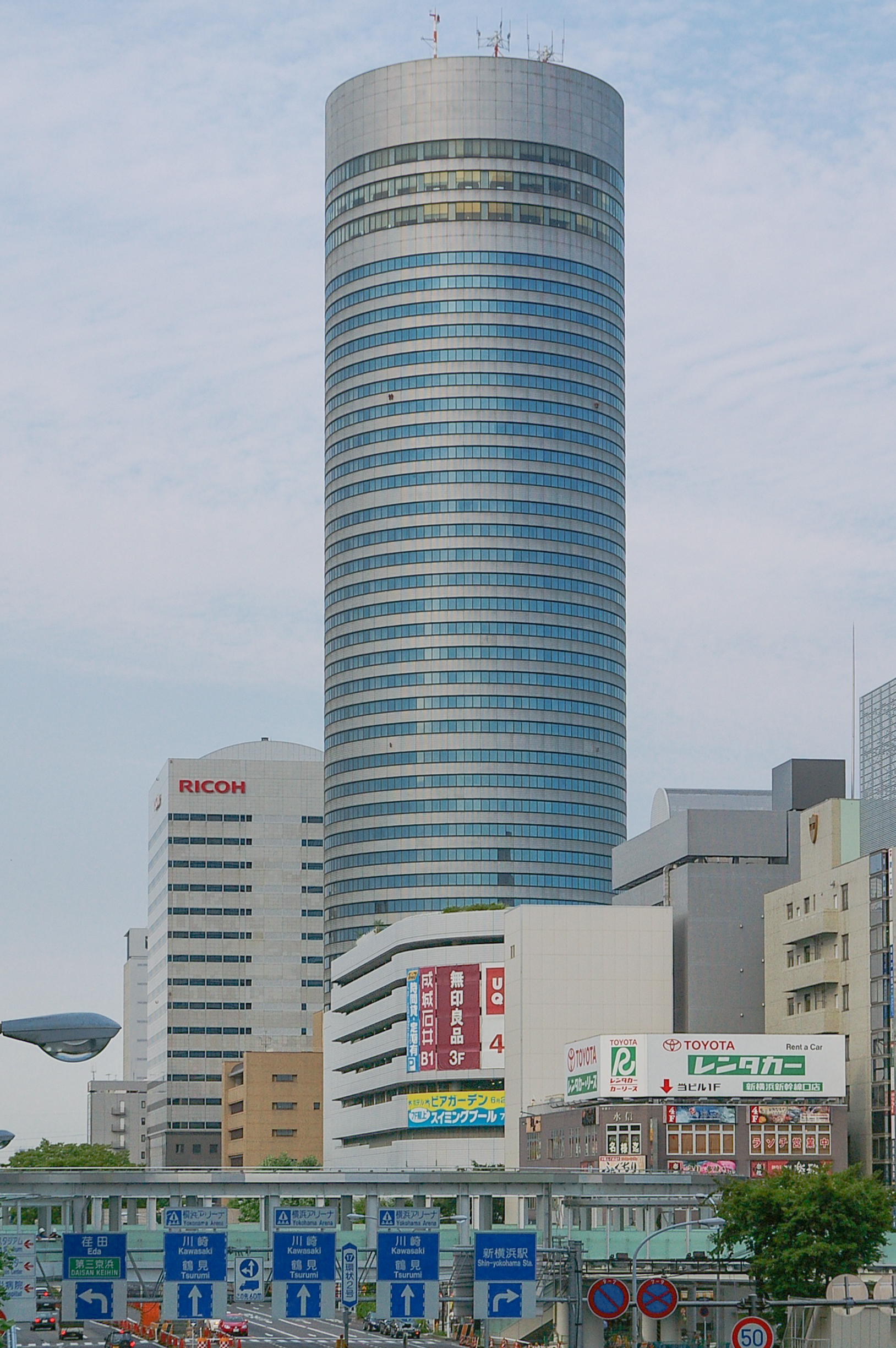
新横浜プリンスホテル

- 新横浜プリンスホテル
- 新横浜国際ホテル
- 新横浜グレイスホテル
- 新横浜フジビューホテル
- コートホテル新横浜
- R&Bホテル新横浜駅前
- 東横イン新横浜駅前
- スーパーホテル新横浜
- ホテルアソシア新横浜[23]

### イベント・遊戯
- 横浜アリーナ
- 横浜国際総合競技場（日産スタジアム）
- 新横浜ラーメン博物館
- KOSÉ新横浜スケートセンター
- ウインズ新横浜

### マンション
| 名称                                 | 所在地    | 竣工年月   | 階数         | 戸数  |
| ------------------------------------ | --------- | ---------- | ------------ | ----- |
| ブリシア新横浜                       | 1丁目・南 | 2020年5月  | 10階/地下1階 | 70戸  |
| グランスイート新横浜II               | 1丁目・北 | 2020年2月  | 10階         | -     |
| ソルティア新横浜                     | 1丁目・南 | 2019年10月 | 11階         | 58戸  |
| グランスイート新横浜I                | 1丁目・北 | 2018年9月  | 10階         | 37戸  |
| ノーブルボヌール新横浜               | 1丁目・南 | 2017年10月 | 8階          | 20戸  |
| クオス新横浜                         | 1丁目・北 | 2016年8月  | 10階         | 28戸  |
| レアシス新横浜パークフロント         | 2丁目     | 2016年1月  | 15階         | 82戸  |
| ミオカステーロ新横浜III              | 1丁目・南 | 2015年3月  | 11階         | 31戸  |
| クリオ新横浜ザ・イースト             | 1丁目・北 | 2015年2月  | 11階         | 51戸  |
| クリオ新横浜ザ・ウエスト             | 1丁目・北 | 2014年12月 | 10階         | 36戸  |
| レジデンシア新横浜                   | 2丁目     | 2014年4月  | 10階/地下1階 | 40戸  |
| ミオカステーロ新横浜II               | 1丁目・北 | 2014年3月  | 10階         | 36戸  |
| クレイシア新横浜                     | 1丁目・北 | 2013年4月  | 10階/地下1階 | 81戸  |
| サンクレイドル新横浜                 | 1丁目・南 | 2013年1月  | 11階         | 62戸  |
| リストレジデンス新横浜               | 1丁目・南 | 2012年8月  | 10階         | 45戸  |
| シーズガーデン新横浜                 | 3丁目     | 2012年3月  | 10階         | 27戸  |
| フェニックス新横濱クアトロ           | 1丁目・北 | 2011年7月  | 11階         | 130戸 |
| グランド・ガーラ新横浜SOUTH          | 1丁目・北 | 2010年8月  | 11階/地下1階 | 90戸  |
| グランド・ガーラ新横浜NORTH          | 1丁目・北 | 2009年3月  | 11階         | 80戸  |
| フェニックス新横濱参番館             | 1丁目・北 | 2008年11月 | 11階         | 93戸  |
| 新横浜ヴォアール                     | 1丁目・北 | 2008年11月 | 11階         | 100戸 |
| リステージ岸根公園                   | 1丁目・南 | 2008年11月 | 11階         | 94戸  |
| ジーコンフォートウエスト横浜         | 1丁目・北 | 2008年8月  | 11階         | 142戸 |
| スパシエ・エル新横浜                 | 1丁目・南 | 2008年3月  | 10階/地下1階 | 72戸  |
| ミオカステーロ新横浜                 | 1丁目・北 | 2007年4月  | 10階         | 63戸  |
| クロスローズ新横浜                   | 1丁目・南 | 2007年3月  | 4階          | -     |
| クレストフォルム新横浜サウススクエア | 1丁目・北 | 2007年2月  | 11階         | 50戸  |
| レジディア新横浜                     | 1丁目・南 | 2007年2月  | 11階         | 131戸 |
| レグラス新横浜駅前                   | 3丁目     | 2006年11月 | 9階          | 65戸  |
| Dクラディア新横浜プラチナムソリッド  | 3丁目     | 2006年11月 | 14階/地下1階 | 70戸  |
| エルズ新横浜                         | 1丁目・北 | 2006年4月  | 11階         | 74戸  |
| グリフィン新横浜八番館               | 3丁目     | 2006年4月  | 11階         | 41戸  |
| グロースメゾン新横浜                 | 3丁目     | 2006年3月  | 11階         | -     |
| アデニウム新横浜                     | 1丁目・北 | 2006年2月  | 15階         | 183戸 |
| グリフィン新横浜七番館               | 1丁目・南 | 2006年2月  | 11階         | 41戸  |
| センチュリー新横浜いちょう通り       | 3丁目     | 2006年1月  | 10階         | 45戸  |
| リシェ新横浜パークフロント           | 2丁目     | 2005年12月 | 10階         | 40戸  |
| プリミテージュ新横浜                 | 1丁目・南 | 2005年7月  | 10階         | 42戸  |
| グリフィン新横浜六番館               | 3丁目     | 2004年11月 | 11階         | 112戸 |
| ドメス新横浜                         | 2丁目     | 2004年9月  | 15階         | 60戸  |
| ミラベル新横濱                       | 1丁目・北 | 2004年7月  | 9階          | 24戸  |
| グリフィン新横浜伍番館               | 3丁目     | 2004年7月  | 11階         | 40戸  |
| セルアージュ新横浜                   | 3丁目     | 2004年2月  | 11階         | 40戸  |
| アールケープラザ新横浜II             | 2丁目     | 2003年7月  | 11階         | 55戸  |
| グレイス新横浜アクシス               | 2丁目     | 2003年3月  | 10階         | 34戸  |
| グリフィン新横浜参番館               | 3丁目     | 2002年12月 | 13階         | 71戸  |
| クレッセント新横浜イルドマーニ       | 1丁目・北 | 2002年11月 | 11階         | 48戸  |
| プラウディア新横浜                   | 1丁目・南 | 2002年3月  | 10階         | -     |
| リシェ新横浜アネックス               | 3丁目     | 2002年3月  | 15階         | 76戸  |
| ウィルハイム新横浜                   | 1丁目・南 | 2002年2月  | 8階          | 35戸  |
| アルテーヌ新横浜                     | 1丁目・南 | 2002年2月  | 10階         | 45戸  |
| グリフィン新横浜アリーナ前           | 3丁目     | 2001年11月 | 11階         | 62戸  |
| クレッセント新横浜ツインズウエスト   | 1丁目・北 | 2001年6月  | 11階         | 100戸 |
| アプリ新横浜                         | 3丁目     | 2001年4月  | 9階          | -     |
| クレッセント新横浜ツインズイースト   | 1丁目・北 | 2001年2月  | 11階         | 58戸  |
| リシェ新横浜                         | 3丁目     | 2000年11月 | 11階         | 50戸  |
| クレストフォルム新横浜               | 1丁目・北 | 2000年8月  | 11階         | 60戸  |
| マイキャッスル新横浜ロイヤルステージ | 1丁目・南 | 2000年8月  | 11階         | 71戸  |
| コスモ新横浜                         | 1丁目・南 | 2000年7月  | 11階         | 81戸  |
| パルク新横浜                         | 1丁目・北 | 2000年3月  | 11階/地下1階 | 81戸  |
| プラハ新横浜                         | 1丁目・南 | 2000年3月  | 11階         | 31戸  |
| ワイズ新横浜                         | 3丁目     | 1999年3月  | 10階/地下1階 | 54戸  |
| クリオ新横浜弐番館                   | 1丁目・北 | 1999年2月  | 11階         | 82戸  |
| サンマンションアトレ新横浜駅前公園   | 2丁目     | 1999年2月  | 11階         | 80戸  |
| エクステ新横浜                       | 3丁目     | 1999年2月  | 15階/地下1階 | 80戸  |
| アールケープラザ新横浜               | 1丁目・北 | 1998年12月 | 11階         | 51戸  |
| クレッセント新横浜                   | 3丁目     | 1998年11月 | 11階         | 39戸  |
| モダンフォーク新横浜                 | 1丁目・北 | 1998年10月 | 10階         | 27戸  |
| アルカーデン新横浜                   | 2丁目     | 1998年9月  | 11階/地下1階 | 58戸  |
| トースト新横浜                       | 1丁目・北 | 1998年4月  | 10階         | 35戸  |
| セレスト新横浜                       | 2丁目     | 1998年3月  | 11階         | 46戸  |
| ダイアパレス新横浜駅前公園           | 2丁目     | 1998年3月  | 11階         | 50戸  |
| モアクレストアクゼス新横浜           | 1丁目・北 | 1998年2月  | 11階         | 90戸  |
| クレスト新横浜                       | 3丁目     | 1998年1月  | 9階          | 17戸  |
| ビッグヴァン新横浜                   | 1丁目・南 | 1997年11月 | 11階         | 40戸  |
| ダイホープラザ新横浜                 | 1丁目・南 | 1997年7月  | 11階         | 61戸  |
| メイツ新横浜                         | 2丁目     | 1997年3月  | 14階         | 91戸  |
| ダイアパレスベラーク新横浜           | 3丁目     | 1997年3月  | 11階         | 52戸  |
| サンブライト新横浜                   | 1丁目・北 | 1996年8月  | 9階          | 32戸  |
| フィオーレ新横浜                     | 2丁目     | 1996年3月  | 8階          | -     |
| 新横浜サニーコート                   | 1丁目・南 | 1995年12月 | 11階/地下1階 | 50戸  |

### その他
- 横浜銀行事務センター
- 新横浜プリンスペペ
- テュフ・ラインランド・ジャパン本社　(TÜV Rheinland Japan)
- 日揮情報システム本社
- 富士フイルムビジネスイノベーション神奈川港北事業所
- リコー新横浜事業所
- 独立行政法人鉄道建設・運輸施設整備支援機構（鉄道・運輸機構）関東甲信工事局
- 富士フイルム新横浜事業所
- 富士通セミコンダクター本社
- 富士通新横浜開発センター
- 横浜労災病院
- 呉竹鍼灸柔整専門学校
- 中央労働金庫業務集中・新横浜センター/新横浜支店

（新横浜プリンスホテルボウリングセンター跡）
- ラックスマン本社
- コレガ（アライドテレシス株式会社 コレガ事業部）
- 神奈川県トラック協会本部
- 横浜F・マリノス本社
- マクニカホールディングス本社
- 田辺三菱製薬横浜支店
- レーザーテック本社

## 篠原口側の主な施設
篠原町の項も参照のこと。
- 港北消防署篠原出張所
- 横浜市立篠原西小学校
- 横浜市立篠原中学校
- 東林寺
- 篠原八幡神社
- 大黒天正覚院
- 篠原城跡
- ブルーライン岸根公園駅

## 周辺道路

### 一般道
- 神奈川県道12号横浜上麻生線
- 神奈川県道2号東京丸子横浜線（綱島街道）
- 横浜市道新横浜元石川線
- 横浜市道宮内新横浜線（セントラルアベニュー）
- 横浜市主要地方道85号鶴見駅三ツ沢線（新横浜通り）
- 環状2号線
- 太尾新道
- 中央通り
- アリーナ通り
- レンガ通り
- スタジアム通り

### 高速道路
- 第三京浜道路
  - 港北インターチェンジ
- 首都高速道路神奈川7号横浜北線
  - 新横浜出入口・横浜港北出入口
- 首都高速道路神奈川7号横浜北西線
  - 横浜港北出入口

## その他

### 日本郵便
- 郵便番号 : 222-0033[3]（集配局：港北郵便局[24]）

### 警察
町内の警察の管轄区域は以下の通りである。
| 丁目         | 番・番地等 | 警察署     | 交番・駐在所   |
| ------------ | ---------- | ---------- | -------------- |
| 新横浜一丁目 | 全域       | 港北警察署 | 新横浜駅前交番 |
| 新横浜二丁目 | 全域       | 港北警察署 | 新横浜駅前交番 |
| 新横浜三丁目 | 全域       | 港北警察署 | 新横浜駅前交番 |